# 永顺县
永顺县是湖南省湘西土家族苗族自治州下辖的县。国产值13.17亿元（公元2004年）。县人民政府驻灵溪镇。
永顺总面积为3809平方公里。常住总人口約为42万人。

## 历史
- 汉代为“酉阳县”地
- 三国时蜀设“黚阳县”
- 南北朝梁（萧梁）时为“大乡县”
- 唐朝置“溪州”，宋朝为“永顺州”
- 元朝为“永顺宣抚司”治所
- 明为以“永顺宣慰使司”治所
- 清雍正七年（1729年）设“永顺县”至今

## 人口
湘西州第七次全国人口普查主要数据公报显示：永顺县常住人口为413470人，男性人口占比51.92%，女性人口占比48.08%，年龄结构中0-14岁占比22.09%，15-59岁占比58.18%，60岁以上占比19.73%，65岁以上占比16.01%。
公元2004年，全县总人口491,640人，其中非农业人口62,722人，占总人口的12.76%；少数民族人口421,674人，占总人口的85.77%，其中土家族373,455人，占少数民族人口总数的88.56%；苗族45656人，占少数民族人口总数的10.83%。

## 地理
永顺地处武陵山脉地带，主要有羊峰山、大青山、人头山等。辖境至高点为羊峰山主峰，海拔1438米，最低处位于酉水河面，海拔119米。全县有河流、溪水71条，酉水位于县南，属凤滩水库库区，猛洞河位于辖境自北向南贯穿。
相邻县级行政区有，北邻桑植县，东连张家界市永定区和沅陵县，南部与古丈县、保靖县接壤，西与龙山县为邻。

## 行政区划
永顺县下辖12个镇、11个乡：
首车镇、芙蓉镇、永茂镇、小溪镇、青坪镇、石堤镇、万坪镇、塔卧镇、砂坝镇、灵溪镇、松柏镇、泽家镇、两岔乡、西歧乡、对山乡、高坪乡、朗溪乡、润雅乡、车坪乡、毛坝乡、万民乡、盐井乡和颗砂乡。

## 政治

### 现任领导
| 机构     | 永顺县人民政府 县长 | · 中国共产党 · 永顺县委员会 · 书记 | 永顺县人民代表大会 常务委员会 主任 | · 中国人民政治协商会议 · 永顺县委员会 · 主席 |
| -------- | ------------------- | ---------------------------------- | ---------------------------------- | -------------------------------------------- |
| 姓名     | 向加茂              | 向加茂                             | 曾甲林                             | 曾维秀                                       |
| 民族     | 苗族                | 苗族                               | 土家族                             | 汉族                                         |
| 出生地   |                     |                                    |                                    | 湖南省永顺县                                 |
| 出生日期 | 1973年2月（52歲）   | 1973年2月（52歲）                  | 1972年8月（52歲）                  | 1966年8月（58歲）                            |
| 就任日期 | 2021年10月          | 2025年2月8日                       | 2021年10月                         | 2016年11月                                   |

## 交通
- 209国道过境。
- 黔常铁路

## 特产
溪州莓茶：中国地理标志产品。俗称溪洲藤茶、霉茶，是永顺县山区的野生藤本植物显齿蛇葡萄的藤条经加工制作成的饮品。